# Provincia di Bayburt
La provincia di Bayburt (in turco Bayburt ili) è una provincia della Turchia.

## Geografia antropica

### Suddivisioni amministrative

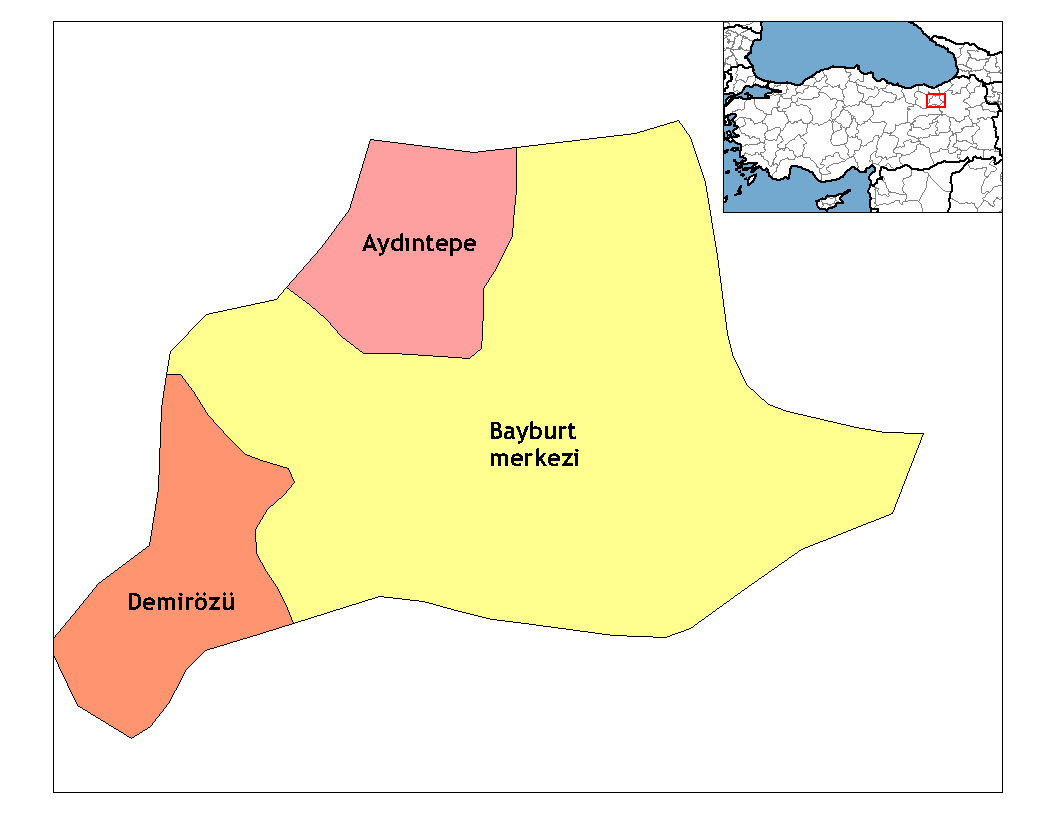
Distretti della provincia di Bayburt

La provincia è divisa in 3 distretti:
- Bayburt (centro)
- Aydıntepe
- Demirözü

Fanno parte della provincia 9 comuni e 168 villaggi.